# Stachelbeerroter Täubling
Der Stachelbeerrote Täubling  (Russula zonatula) ist ein Pilz aus der Familie der Täublingsverwandten. Es handelt sich um einen kleinen, seltenen Täubling mit einem roten oder rötlichen Hut und creme- bis ockerfarbenen Lamellen, den man bisweilen unter Buchen finden kann.

## Merkmale

### Makroskopische Merkmale
Der Hut ist 2–5 cm breit und stachelbeer- bis fast schwärzlich rot. Die Hutfarbe kann aber auch fleischrötlich oder kupferfarben verblassen oder in gelbliche oder trüb olivfarbene Töne umschlagen. Zwischen der Mitte und dem Rand liegt meist eine satte gefärbte Zone, die Mitte ist meist dunkler gefärbt, der Rand oft purpurrot. Die Huthaut ist glatt und lange Zeit schmierig glänzend. Sie ist bis zur Hälfte abziehbar. Der Rand ist zumindest bei reifen Exemplaren mehr oder weniger höckerig gerieft.
Die bauchigen und ziemlich zerbrechlichen Lamellen sind zuerst blass, dann cremefarben bis strohgelb und zuletzt fast ockergelb gefärbt. Sie stehen dicht und sind am Grund etwas queraderig verbunden. Die Lamellen sind stumpf und laufen am Stiel leicht herab. Das Sporenpulver ist gelb (IIIa-c nach Romagnesi).
Der weiße, zylindrische Stiel ist 3–4 cm lang und 0,7–1 cm breit. Er ist gelegentlich etwas ocker- bis rostfleckig, besonders an der Basis. Im Inneren ist er schwammig und später oft auch hohlkammerig. Die Stielrinde ist leicht runzelig.
Das Fleisch ist weiß, gilbt ein wenig und ist fast ohne Geruch. Es schmeckt ziemlich mild, in den Lamellen aber deutlich scharf.

### Mikroskopische Merkmale
Die Sporen sind 6–8(–9) µm lang und 5–7(–8) µm breit und mit feinen bis mittelgroben, isolierten Warzen besetzt, die teilweise durch feine Linien miteinander verbunden sind. Die Basidien sind 31–35 µm lang und 9,5–10,5 µm breit und tragen je vier Sterigmen. Die häufigen Pleurozystiden sind 60–95 µm lang und (6,5) 8 – 10,5 µm breit und lassen sich mit Sulfovanillin anfärben.
Die zylindrischen Pileozystiden sind 5–7 µm breit und 1– 3-fach septiert. Die Hyphen-Endzellen der Huthaut sind 2–3 µm breit.

## Ökologie und Verbreitung

Europäische Länder mit Fundnachweisen des Stachelbeerroten Täublings.
Legende:
Länder mit Fundmeldungen
Länder ohne Nachweise
keine Daten
außereuropäische Länder

Der Stachelbeerrote Täubling ist wie alle Täublinge ein Mykorrhizapilz, der vorwiegend, wenn nicht sogar ausschließlich, mit Rotbuchen eine symbiotische Beziehung eingeht. Daher kann man den sehr seltenen Täubling bisweilen in Buchenwäldern finden.
Der Pilz scheint nur in Europa vorzukommen, bisher wurde er in Frankreich, den Niederlanden, Deutschland und dem südlichen Dänemark nachgewiesen. Aus England gibt es einen gesicherten Nachweis aus Surrey (Gomshall, 1958).

## Systematik

### Infragenerische Systematik
Der Stachelbeerrote Täubling wird von Bon in die Untersektion Rhodellinae gestellt, einer Untersektion der Sektion Tenellae. Die Vertreter der Untersektion sind meist kleinere Täublinge mit mehr oder weniger rot oder orange gefärbten Hüten. Das Fleisch und der Stiel gilben nur wenig. Die Täublinge riechen nicht oder nur schwach, das Sporenpulver ist cremefarben bis ockergelb.

## Bedeutung
Der Täubling ist kein Speisepilz.